# Paddy McNair
Patrick James Coleman "Paddy" McNair, född 27 april 1995 i Ballyclare, är en nordirländsk fotbollsspelare (mittback) som spelar för San Diego.

## Karriär
McNair debuterade för Manchester United i Premier League den 27 september 2014 i en 2–1-vinst över West Ham United.
Den 26 juni 2018 värvades McNair av Middlesbrough, där han skrev på ett fyraårskontrakt. Den 25 juli 2024 värvades McNair på ett treårskontrakt av San Diego inför deras debutsäsong i Major League Soccer. Han lånades direkt ut till West Bromwich Albion på ett låneavtal över resten av året.